# Кавайон-Веронезе
Кавайон-Веронезе (італ. Cavaion Veronese, вен. Cavajon Veronexe) — муніципалітет в Італії, у регіоні Венето, провінція Верона.
Кавайон-Веронезе розташований на відстані близько 430 км на північ від Рима, 125 км на захід від Венеції, 21 км на північний захід від Верони.
Населення — 5783 особи (2014).
Щорічний фестиваль відбувається 24 червня. Покровитель — святий Іван Хреститель.

## Демографія
Населення за роками:

Станом на 1 січня 2023 року в муніципалітеті офіційно проживало 508 іноземців з 54 країн, серед них 279 громадян країн Євросоюзу та 7 громадян України.

## Сусідні муніципалітети
- Аффі
- Бардоліно
- Пастренго
- Риволі-Веронезе
- Сант'Амброджо-ді-Вальполічелла